# Giáo hoàng Stêphanô III
Stêphanô III hoặc IV (Tiếng Latinh: Stephanus III (IV)) là vị giáo hoàng thứ 94 của Giáo hội Công giáo. Theo niên giám tòa thánh năm 1806 thì ông đắc cử năm 768 và ở ngôi giáo hoàng trong 3 năm 5 tháng và 27 ngày. Niên giám tòa thánh năm 2003 xác định triều đại của ông bắt đầu từ ngày 7 tháng 7 năm 768 và kết thúc vào ngày 24 tháng 1 năm 772.

## Sự nghiệp
Giáo hoàng Stephanus III (IV) sinh tại Syracuse ở Sicilia. Khi Phaolô I qua đời (768), quận công Tôtô đệ Nêpi đã đặt em ruột là Constantinô, một giáo dân, lên ngai giáo hoàng 28-6, 5-7-767 - 769. Nhưng phe Lombarđô đặt một người khác, một phó tế Philipphê nào đó lên ngôi giáo hoàng (31-7-768). Phải vận động lắm mới bầu được giáo hoàng hợp pháp, chính là Stêphanô III (sau này Công Đồng Latêranô (769) cấm giáo dân ứng cử giáo hoàng).
Nhậm chức sau hai giáo hoàng giả, ông lập tức sửa chữa những sai lầm của hai vị này. Constantinô bị truất phế và móc mắt, những kẻ trung thành với ông bị cắt lưỡi. Ít lâu sau, những kẻ đã làm việc gian ác này, đến lượt họ, cũng bị y như thế. Đồng thời ở Ravenna, một thượng phụ tên là Lêô, cũng thử thành lập tại lãnh thổ Phó Đế này một quốc gia giáo hoàng riêng cho mình. Trò này cũng do nền ngoại giao Lombarđô nặn ra.
Dưới triều đại giáo hoàng của ông bắt đầu xuất hiện sự bận tâm đến quyền hành thế tục trong mọi lãnh vực khiến cho nhiều người thèm muốn. Để chấm dứt xu hướng nguy hiểm này ông công bố rằng không một giáo dân nào được bầu làm giáo hoàng nếu chưa được làm hồng y.
Stephanus III (IV) sửa đổi cách sống của Charlemagne và khích lệ các Kitô hữu sống ở Palestine. Sau khi em Carôlô là Carlôman qua đời (771), ông này liền thay đổi thái độ. Em dâu (vợ Carlôman) và hai cháu (con Carlôman) của ông tị nạn tại Pavia rồi Vêrôna, từ đó bà phản đối việc hai con bà bị loại khỏi ngai vàng. Sức ép của vua Lombarđô đối với Roma và Quốc gia Giáo hoàng ngày một mạnh. 